# Which One
Which One — песня канадского рэпера Дрейка, записанная при участии британского рэпера Central Cee. Она была выпущена 25 июля 2025 года на лейблах OVO и Republic как второй сингл с предстоящего девятого студийного альбома первого «Iceman». Этот трек стал второй официальной коллаборацией двух артистов после «On the Radar Freestyle» 2023 года.

## Запись и Продвижение
После выхода «On the Radar Freestyle» в июле 2023 года Central Cee в интервью в январе 2025 года, совпавшем с выходом его дебютного студийного альбома «Can't Rush Greatness», спросили о возможности ещё одного сотрудничества с Дрейком. Тогда он рассказал, что у них есть ещё одна песня «в архиве», но они посчитали, что включение её в альбом будет слишком «предсказуемым». Он подтвердил, что они работали над дополнительным материалом, но предпочли приберечь его для будущего релиза.
Фрагмент трека впервые прозвучал во время прямой трансляции Дрейка «Iceman: Episode 1». Дрейк снова представил фрагмент трека 12 июля 2025 года во время своего выступления на Wireless Festival в Лондоне. 24 июля, всего через три недели после выхода сингла «What Did I Miss?», Дрейк представил «Which One» во время второй прямой трансляции под названием «Iceman: Episode 2». Прямая трансляция анонсировалась накануне и намекала на скорый выпуск нового сингла, во многом похожего на релиз «What Did I Miss?».

## Композиция и лирика
«Which One» можно описать как трек с «островным оттенком», сочетающий в себе плавный рэп и ритмы в карибском стиле. Дрейк начинает песню в привычном ключе, обращаясь к потенциальной возлюбленной, которая выделяется среди своих подруг. Central Cee продолжает повествование, спрашивая женщину, «пришла ли она сюда ради хорошего времяпрепровождения или надолго». 
В песне можно услышать пульсирующий бит со «сдержанной угрозой», дающий простор как «паранойе, так и гордости». Без ярко выраженного припева, трек представляет собой диалог, позволяющий каждому артисту делиться своим видением в разных стилях.

## Чарты
| Чарт (2025)                                    | Высшая позиция |
| ---------------------------------------------- | -------------- |
| Австралия Australia (ARIA)                     | 16             |
| Австралия Australia Hip Hop/R&B (ARIA)         | 2              |
| Канада (Billboard Canadian Hot 100)            | 4              |
| Мир (Billboard Global 200)                     | 14             |
| Ирландия (IRMA)                                | 12             |
| Литва Lithuanian (AGATA)                       | 45             |
| Нидерланды (Single Top 100)                    | 34             |
| Новая Зеландия New Zealand (Recorded Music NZ) | 18             |
| Норвегия Norway (IFPI Norge)                   | 55             |
| Великобритания (OCC UK Singles)                | 4              |
| Великобритания (OCC UK Hip Hop/R&B)            | 1              |
| США (Billboard Hot 100)                        | 23             |
| США (Billboard Hot R&B/Hip-Hop Songs)          | 3              |

## История релиза
| Регион   | Дата         | Формат(ы)                      | Лейбл(ы)             | Источник |
| -------- | ------------ | ------------------------------ | -------------------- | -------- |
| Весь мир | 25 Июля 2025 | цифровая дистрибьюция стриминг | OVO [англ.] Republic | [ 21 ]   |
| Италия   | 31 Июля 2025 | Радиоротация                   | Island Italy         | [ 22 ]   |